# Obrt
Obrt je gospodarska dejavnost, ki je manjša kot industrija, izvajajo jo obrtniki.
Obrti je več vrst.